# Montefiascone
Montefiascone là một thị xã ở tỉnh Viterbo, Italia, nằm bên đồi phía đông nam của hồ Bolsena, 113 km theo đường sắt về phía tây bắc của Roma. 
Đô thị này bắt đầu thuộc Vương quốc Ý vào năm 1870. Thị xã bị bom Đồng Minh phá hủy vào tháng 5 năm 1944.
Thị xã có đại giáo đường theo thiết kế kiến trúc của Michele Sanmicheli, 
St. Maria della Grazie, cũng do Sanmicheli thiết kế.